# 138. transportna letalska brigada (JLA)
Za druge 138. brigade glejte 138. brigada.
138. transportna letalska brigada je bila transportna letalska brigada Jugoslovanske ljudske armade, ki je bila neposredno podrejena Generalštabu vojnega letalstva in protiletalske obrambe.

## Organizacija
27. junij 1991
- štab
- 675. transportna letalska eskadrilja (Jak-40, Falcon 50, Learjet 25, Do 28D)
- 678. transportna letalska eskadrilja (Jak-40)
- 890. transportna helikopterska eskadrilja (Mi-8, SA.341, SA.342)